# Internationale Cricket-Saison 1921/22
Die internationale Cricket-Saison 1921/22 fand zwischen November 1921 und März 1922 statt. Als Wintersaison wurden vorwiegend Heimspiele der Mannschaften aus Südasien, der Karibik und Ozeanien ausgetragen.

## Überblick

### Internationale Touren
| Beginn           | Heimteam  | Auswärtsteam | Resultate | Artikel |
| Beginn           | Heimteam  | Auswärtsteam | Test      | Artikel |
| ---------------- | --------- | ------------ | --------- | ------- |
| 5. November 1921 | Südafrika | Australien   | 0–1 [3]   | Artikel |

## Nationale Meisterschaften
Aufgeführt sind die nationalen Meisterschaften der Full Member des ICC.
| Land       | First-Class              |
| ---------- | ------------------------ |
| Australien | Sheffield Shield 1921/22 |
| Neuseeland | Plunket Shield 1921/22   |
| Südafrika  | Currie Cup 1921/22       |